# The Scarlett O'Hara War
Pour plus de détails, voir Fiche technique et Distribution.
The Scarlett O'Hara War est un téléfilm dramatique américain de 1980 réalisé par John Erman. Il est adapté du roman Moviola de 1979 de Garson Kanin. Il raconte la recherche de l'actrice qui incarnera Scarlett O'Hara dans l'adaptation cinématographique très attendue d'Autant en emporte le vent. Ce film est la finale d'une mini-série télévisée en trois épisodes sur NBC intitulée Moviola: A Hollywood Saga.

## Réception
The Scarlett O'Hara War remporte les Emmy Awards du maquillage par Richard Blair et des costumes par Travilla. Le film est nommé dans cinq catégories supplémentaires. Aux Golden Globe Awards de 1981, le film est nommé pour la meilleure série télévisée dans la catégorie Drame. 

## Production
L'essentiel du film est filmé sur les scènes 12 et 19 des Warner Bros. Studios à Burbank, Californie. Le film est la finale d'une mini-série télévisée en 3 parties de 1980 intitulée Moviola: A Hollywood Saga. La première partie est The Silent Lovers, qui se concentre sur la relation malheureuse de Greta Garbo et John Gilbert. La deuxième partie est This Year's Blonde, à propos de Marilyn Monroe,. La société de distribution du film est Warner Bros. Television Studios.